# Манюков Михайло Миколайович
Михайло Миколайович Манюко́в (нар. 21 липня 1900, Казинка — пом. 30 грудня 1969, Київ) — радянський художник; член Спілки художників СРСР з 1940 року.

## Біографія
Народився 21 липня 1900 року в селі Казинці (нині Орловська область, Росія). 1925 року закінчив Сталінградське художнє училище. Упродовж 1935—1937 років навчався в Московському інституті підвищення кваліфікації художників.
Мешкав у Москві, з 1949 року — у Києві. Помер у Києві 30 грудня 1969 року.

## Творчість
Працював у галузях станкового живопису (створював переважно пейзажі, тематичні картини в стилі соцреалізму) і плаката. Серед робіт:
живопис
- «Читання Конституції в робітничій сім'ї» (1937);
- «Колгоспна хата-лабораторія» (1944);
- «Проводи на фронт» (1944);
- «Хліб-сіль» (1945);
- «Зустріч героя» (1947);
- «Ведмідь-гора» (1953);
- «Гурзуф» (1953);
- «Артек» (1953);
- «Прибій» (1953);
- «Літній день» (1956);
- «На Дніпрі. Старе русло» (1957).

плакати
- «Всі передплатимо нову позику!» (1948);
- «Слава Радянській Армії, армії, яка з честю відстояла свободу і незалежність нашої Батьківщини!» (1948);
- «Вчасно відремонтуємо сільськогосподарський реманент» (1948);
- «Виконаємо план захисту лісонасадження» (1949);
- «Микола Пржевальський» (1958).

Брав участь у республіканських виставках з 1929 року, всесоюзних — з 1935 року.